# Hall of the Mountain Grill
Hall of the Mountain Grill è il quarto album in studio della progressive rock band britannica Hawkwind, registrato nel 1974 e pubblicato nello stesso anno.

## Tracce
1. The Psychedelic Warlords (Disappear in Smoke) – 6:50 –  (Dave Brock)
2. Wind of Change – 5:08 –  (Dave Brock)
3. D-Rider – 6:14  –  (Nik Turner)
4. Web Weaver – 3:15 –  (Dave Brock)
5. You'd Better Believe It – 7:13 –  (Dave Brock)
6. Hall of the Mountain Grill – 2:14  –  (Simon House)
7. Lost Johnny – 3:30  –  (Lemmy Kilmister/Mick Farren)
8. Goat Willow – 1:37  –  (Del Dettmar)
9. Paradox – 5:35 –  (Dave Brock)

### Tracce aggiunte nel 1996
1. You'd Better Believe It (Single Version Edit) – 3:22 –  (Dave Brock)
2. The Psychedelic Warlords (Disappear in Smoke) (Single Version) – 3:57 –  (Dave Brock)
3. Paradox (Remix Single Edit) – 4:04 –  (Dave Brock)
4. It's So Easy – 5:20 –  (Dave Brock)

## Formazione
- Dave Brock – chitarra, sintetizzatore, organo, armonica, voce
- Lemmy Kilmister - basso, chitarra, voce
- Simon House - sintetizzatore, mellotron, violino
- Nik Turner – sassofono, flauto, oboe, voce
- Simon King - batteria, percussioni
- Del Dettmar - sintetizzatore, tastiere